# 三峡广场

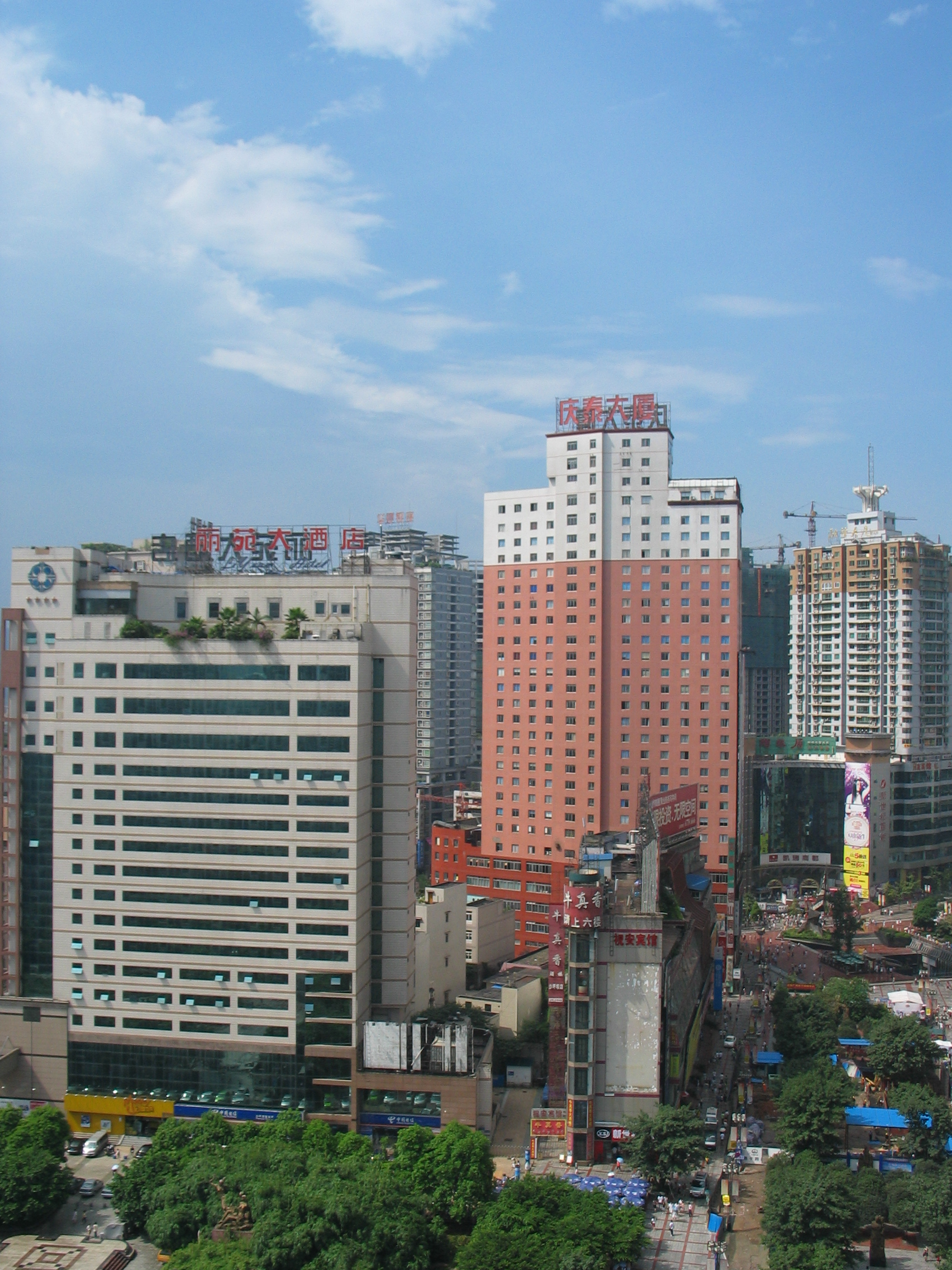

三峡广场位于中国重庆市沙坪坝区闹市中心，呈十字形。于1997年开始建设，一共分为四部分，分别是绿色艺术广场、商业文化街、名人雕塑园、三峡景观。

## 历史
该广场因地处沙坪坝区，依托该区诸如重庆大学、重庆师范大学、西南政法大学、四川外语学院、重庆一中、重庆南开中学、七中、八中等超过30所学校的众多教职员工以及庞大的青春消费群，其商业蓬勃发展，是重庆各大商圈中学生比例最大的。目前该商圈已经被中国城市商业网点建设联合会和中国步行商业街工作委员会授予"中国特色商业街"称号。
但是三峡广场的建设也引起了沙坪坝区周边交通的拥塞，目前该区中心地段的机动车交通非常拥挤。